# Sidnei França
Sidnei França (São Paulo, 18 de dezembro de 1980), é um carnavalesco, economista, pesquisador e professor brasileiro. Com passagens or grandes escolas do carnaval de São Paulo, Sidnei é um dos maiores campeões do carnaval paulistano , com quatro títulos pela Mocidade Alegre (2009, 2012, 2013 e 2014), e um titulo pela Águia de Ouro (2020).

## Biografia
Filho de uma passista da Mocidade Alegre, Sidnei França frequentava a escola desde criança. Em 2003, aos 23 anos de idade, foi convidado pela presidente da escola, Solange Bichara. para participar da Comissão de Carnaval da agremiação. Em 2009 assumiu como carnavalesco da Mocidade Alegre, conquistando seu primeiro campeonato. Na escola, ainda conquistou um tricampeonato em 2012-2013-2014. Em 2020 foi campeão pela Águia de Ouro. Também foi campeão do grupo de acesso pelo Vai-Vai (2023). Para 2025 o carnavalesco faz sua estreia no carnaval carioca, com o enredo "À flor da terra - No Rio da negritude, entre dores e paixões", pela Estação Primeira de Mangueira.

## Carnavais
Abaixo, a lista de desfiles assinados por Sidnei França.
| Ano  | Escola               | Colocação   | Divisão                  | Enredo                                                                                                   | Ref.   |
| ---- | -------------------- | ----------- | ------------------------ | --- | ------ |
| 2009 | Mocidade Alegre      | Campeã      | Especial (SP)            | Da Chama da Razão ao Palco das Emoções... Sou Máquina, Sou Vida... Sou coração Pulsando Forte na Avenida |        |
| 2010 | Mocidade Alegre      | Vice-campeã | Especial (SP)            | Da criação do universo ao sonho eterno do criador... Eu sou espelho e me espelho em quem me criou        |        |
| 2011 | Mocidade Alegre      | 7.º lugar   | Especial (SP)            | Carrossel das Ilusões                                                                                    |        |
| 2012 | Mocidade Alegre      | Campeã      | Especial (SP)            | Ojuobá - No Céu, os Olhos do Rei... Na Terra, a Morada dos Milagres... No Coração Um Obá Muito Amado!    |        |
| 2013 | Mocidade Alegre      | Campeã      | Especial (SP)            | A Sedução me fez provar, me entregar à Tentação... Da Versão Original, qual será o final?                |        |
| 2014 | Mocidade Alegre      | Campeã      | Especial (SP)            | Andar com fé eu vou que a fé não costuma falhar                                                          | [ 5 ]  |
| 2015 | Mocidade Alegre      | Vice-campeã | Especial (SP)            | Nos palcos da vida... Uma vida no palco: Mariíia                                                         |        |
| 2016 | Mocidade Alegre      | 3.º lugar   | Especial (SP)            | Ayô - A Alma Ancestral do Samba                                                                          |        |
| 2017 | Unidos de Vila Maria | 7.º lugar   | Especial (SP)            | Aparecida - A Rainha do Brasil. 300 Anos de Amor e Fé no Coração do Povo Brasileiro                      | [ 6 ]  |
| 2017 | Imperadores do Sol   | 5.º lugar   | Especial Uruguaiana (RS) | Rainha dos Céus, Mãe dos Homens: Aparecida do Brasil                                                     |        |
| 2018 | Gaviões da Fiel      | 7.º lugar   | Especial (SP)            | Guarus - Na aurora da criação, a profecia Tupi... Prosperidade e paz aos mensageiros de Rudá             |        |
| 2018 | Imperadores do Sol   | 5.º lugar   | Especial Uruguaiana (RS) | Ixé Aruana: O triunfo da Criação                                                                         |        |
| 2019 | Gaviões da Fiel      | 9.º lugar   | Especial (SP)            | A Saliva do Santo e o Veneno da Serpente                                                                 | [ 7 ]  |
| 2019 | Imperadores do Sol   | 3.º lugar   | Especial Uruguaiana (RS) | Balangandãs - A Magia da Sorte, O Espanto e O Brilho das Estrelas                                        |        |
| 2020 | Águia de Ouro        | Campeã      | Especial (SP)            | O Poder do Saber - Se Saber é Poder... Quem Sabe Faz a Hora, Não Espera Acontecer                        | [ 8 ]  |
| 2020 | Imperadores do Sol   | 3.º lugar   | Especial Uruguaiana (RS) | No Baticum da Bateria... O Corpo Balança, a Pele Arrepia!                                                |        |
| 2022 | Águia de Ouro        | 6.º lugar   | Especial (SP)            | Afoxé de Oxalá - No 'Cortejo de Babá', Um Canto de Luz em Tempo de Trevas                                |        |
| 2023 | Águia de Ouro        | 8.º lugar   | Especial (SP)            | Um Pedaço do Céu                                                                                         |        |
| 2023 | Vai-Vai              | Campeã      | Grupo de Acesso (SP)     | Eu Também sou Imortal                                                                                    | [ 9 ]  |
| 2023 | Imperadores do Sol   | 3.º lugar   | Especial Uruguaiana (RS) | Força da Vida, Ouro da Terra                                                                             |        |
| 2024 | Vai-Vai              | 8.º lugar   | Especial (SP)            | Capitulo 4, Versículo 3 - Da Rua e do Povo, o Hip Hop: Um Manifesto Paulistano                           | [ 10 ] |
| 2024 | Unidos do Marduque   | Vice-campeã | Especial Uruguaiana (RS) | Olokum e a Santíssima Trindade do Samba                                                                  |        |
| 2025 | Vai-Vai              | 9.º lugar   | Especial (SP)            | O Xamã Devorado y A Deglutição Bacante de Quem Ousou Sonhar Desordem                                     | [ 11 ] |
| 2025 | Mangueira            | 6.º lugar   | Especial (RJ)            | À Flor da Terra - No Rio da Negritude, Entre Dores e Paixões                                             | [ 12 ] |
| 2026 | Mangueira            |             | Especial (RJ)            | Mestre Sacaca do Encanto Tucuju - O Guardião da Amazônia                                                 | [ 13 ] |

## Títulos e estatísticas
| Divisão          | Campeonato | Ano                                        | Vice | Ano                             | Terceiro lugar | Ano                                        |
| ---------------- | ---------- | ------------------------------------------ | ---- | ------------------------------- | -------------- | ------------------------------------------ |
| Primeira Divisão | 5          | 2009, 2012, 2013, 2014, 2020 (todos em SP) | 3    | 2010 (SP), 2015 (SP), 2024 (RS) | 4              | 2016 (SP), 2019 (RS), 2020 (RS), 2023 (RS) |
| Segunda Divisão  | 1          | 2023 (SP)                                  | 0    | -                               | 0              | -                                          |

## Premiações
- Estrela do Carnaval

1. 2022 - Melhores fantasias (Águia de Ouro)[14]
2. 2024 - Melhor carnavalesco (Vai-Vai)[15]

- Prêmio SASP

1. 2022 - Melhores fantasias (Águia de Ouro)[16]
2. 2024 - Melhor enredo (Vai-Vai - "Capitulo 4, Versículo 3 - Da Rua e do Povo, o Hip Hop: Um Manifesto Paulistano")[17]

- Prêmio SRzd

1. 2024 - Melhor enredo (Vai-Vai - "Capitulo 4, Versículo 3 - Da Rua e do Povo, o Hip Hop: Um Manifesto Paulistano")[18]

- Troféu Nota 10

1. 2010 - Melhor enredo (Mocidade Alegre - "Da Criação do Universo ao Sonho Eterno do Criador... Eu Sou Espelho e Me Espelho em Quem Me Criou")
2. 2010 - Conjunto de Alegorias (Mocidade Alegre)
3. 2010 - Conjunto de Fantasias (Mocidade Alegre)
4. 2011 - Melhor carnavalesco (Mocidade Alegre)
5. 2011 - Melhor enredo (Mocidade Alegre - "Carrossel das Ilusões")
6. 2011 - Conjunto de Fantasias (Mocidade Alegre)
7. 2012 - Melhor carnavalesco (Mocidade Alegre)
8. 2012 - Conjunto de Alegorias (Mocidade Alegre)
9. 2012 - Conjunto de Fantasias (Mocidade Alegre)
10. 2013 - Melhor carnavalesco (Mocidade Alegre)
11. 2013 - Conjunto de Fantasias (Mocidade Alegre)
12. 2014 - Conjunto de Fantasias (Mocidade Alegre)
13. 2015 - Conjunto de Alegorias (Mocidade Alegre)
14. 2015 - Conjunto de Fantasias (Mocidade Alegre)
15. 2016 - Melhor enredo (Mocidade Alegre - "Ayô - A Alma Ancestral do Samba")